# Уэлсберг (Западная Виргиния)
Уэлсберг (англ. Wellsburg) — город в штате Западная Виргиния, США. Он является окружным центром округа Брук. В 2010 году в городе проживало 2805 человек. Уэлсберг входит в метрополитенский статистический ареал Уиртона-Стёбенвилла. Экономику города поддерживают две бумажные фабрики, торговая точка по продаже стеклянных сувениров, несколько предприятий по телемаркетингу и завод по производству металлических изделий и пластиковых покрытий.

## История
В 1772 году братья Кокс захватили земли в окрестностях ныне существующего города (около 1200 акров) и занялись фермерством. В марте 1788 году Чарльз Пратер приобрёл 481 акр этой земли у наследников Коксов за 3000 $. Поселение было основано в 1790 году. В 1791 году Пратер подал петицию властям округа Огайо об инкорпорировании города Чарльзтаун (Charlestown), названного в его честь. В 1797 году город стал окружным центром. Имя просуществовало до 1816 года, когда в связи с тем, что в округе Джефферсон имелся город с похожим названием Чарльз-Таун, Чарльзтаун в округе Брук был переименован в Уэлсберг (в честь Чарльза Уэллса — зятя Чарльза Пратера). В 1890 году в состав Уэлсберга вошли поселения Мидуэй и Лазервилл. Исторический район Уэлсберга был внесён в Национальный реестр исторических мест в 1982 году.

## Население
По данным переписи 2010 года население Уэлсберга составляло 2805 человек (из них 47,0 % мужчин и 53,0 % женщин), было 1312 домашних хозяйства и 767 семей. Расовый состав: белые — 96,3 %, афроамериканцы — 1,9 %, коренные американцы — 0,1 %, азиаты — 0,2 % и представители двух и более рас — 1,1 %.
Из 1312 домашних хозяйств 41,6 % представляли собой совместно проживающие супружеские пары (10,9 % с детьми младше 18 лет), в 12,4 % домохозяйств женщины проживали без мужей, в 4,4 % домохозяйств мужчины проживали без жён, 41,5 % не имели семьи. В среднем домашнее хозяйство вели 2,14 человека, а средний размер семьи — 2,76 человека.
Население города по возрастному диапазону распределилось следующим образом: 17,6 % — жители младше 18 лет, 3,4 % — между 18 и 21 годами, 56,3 % — от 21 до 65 лет и 22,7 % — в возрасте 65 лет и старше. Средний возраст населения — 48,3 года. На каждые 100 женщин приходилось 88,6 мужчин, при этом на 100 совершеннолетних женщин приходилось уже 87,5 мужчин сопоставимого возраста.
В 2014 году из 2357 трудоспособных жителей старше 16 лет имели работу 1180 человек. При этом мужчины имели медианный доход в 43 892 долларов США в год против 32 689 долларов среднегодового дохода у женщин. В 2014 году медианный доход на семью оценивался в 59 620 $, на домашнее хозяйство — в 35 655 $. Доход на душу населения — 25 668 $. 6,0 % от всего числа семей и 13,4 % от всей численности населения находилось на момент переписи за чертой бедности.
Динамика численности населения:
|  |